# Thelypteris diversiloba
Thelypteris diversiloba là một loài dương xỉ trong họ Thelypteridaceae. Loài này được C.F.Reed mô tả khoa học đầu tiên năm 1968.